# 格奥尔基·达涅利亚

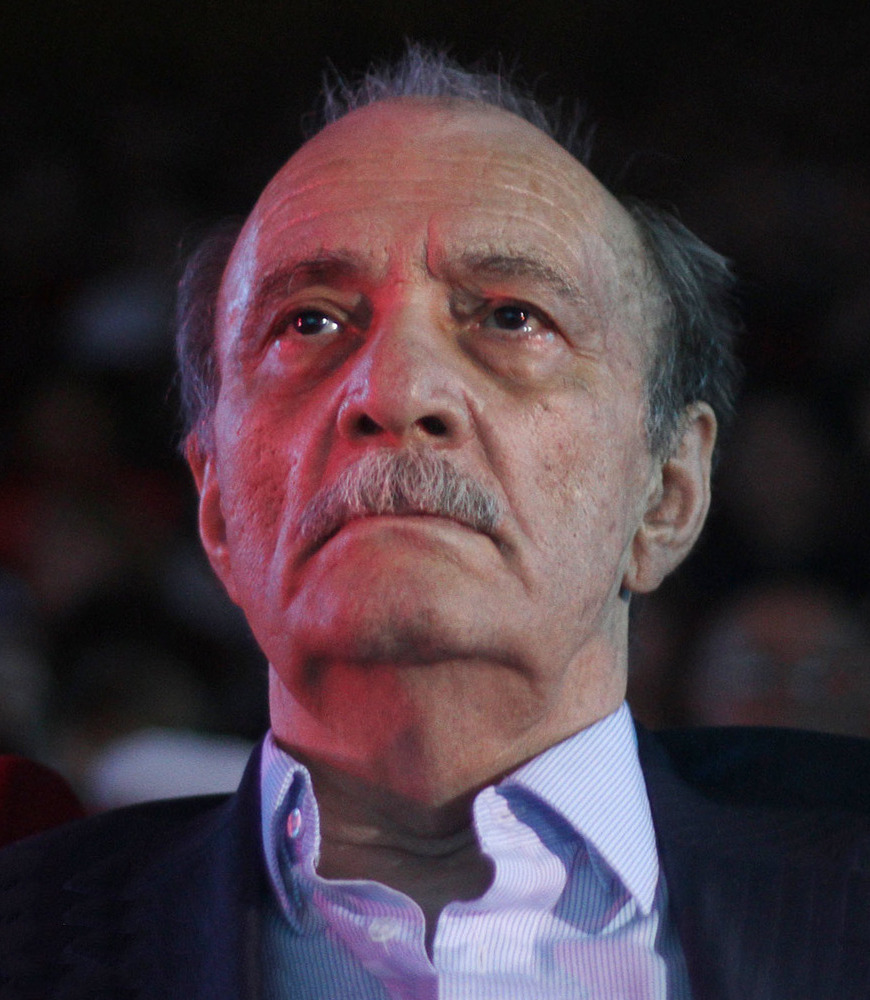
格奥尔基·达涅利亚

格奥尔基·达涅利亚  （1930年8月25日 –  2019年4月4日）是苏联和俄罗斯电影导演、编剧。 他于1989年被授予苏联人民艺术家称号，1997年获得俄罗斯联邦国家奖。 他生于第比利斯的一个喬治亞人家庭。